# نيك غور
نيك غور (بالفنلندية: Niko Hurme)‏ هو موسيقي فنلندي، ولد في 10 نوفمبر 1974 في كاركيلا في فنلندا.

## وصلات خارجية
- نيك غور على موقع IMDb (الإنجليزية)
- نيك غور على موقع ميوزك برينز (الإنجليزية)
- نيك غور على موقع ميوزك برينز (الإنجليزية)
- نيك غور على موقع ميوزك برينز (الإنجليزية)
- نيك غور على موقع ديسكوغز (الإنجليزية)
- نيك غور على موقع ديسكوغز (الإنجليزية)